# علی بی‌لی (زرداب)
علی بی‌لی (به لاتین: Əlibəyli) یک منطقه مسکونی در جمهوری آذربایجان است که در شهرستان زرداب واقع شده‌است. علی بی‌لی ۱۰۵۰ نفر جمعیت دارد.

## دین
در مسجد جامع این روستا یک هیئت مذهبی وجود دارد.